# Плешан, Михэицэ
Михэи́цэ Пэуне́л Плеша́н (рум. Mihăiţă Păunel Pleşan; 17 февраля 1983, Румыния) — румынский футболист, полузащитник. Выступал за сборную Румынии.

## Карьера

### Клубная
Свою профессиональную карьеру начинал в клубе «Университатя» из города Крайова, выступавшем в румынской Дивизионе A. Впервые в основном составе вышел на поле 14 апреля 2001 года в матче с «Астрой» из Плоешти. С каждым сезоном получая всё больше игрового времени, Плешан попал в поле зрения тренера сборной Румынии Ангела Йордэнеску. По итогам сезона 2004/05 «Университатя» заняла последнее 16 место в чемпионате и понизилась в классе. Перед началом следующего сезона Михэицэ перешёл в бухарестское «Динамо». Однако там отыграл всего полгода, при этом успев поиграть в Кубке УЕФА, после чего по приглашению главного тренера Георге Хаджи подписал контракт с «Политехникой» из Тимишоары. За новую команду провёл всего один полноценный сезон. В чемпионате 2007/08 за «Политехнику» отыграл всего два матча, забив в них при этом три мяча.
6 августа 2007 года подписал пятилетнее соглашение с клубом «Стяуа» из Бухареста. Вместе с ним Плешан стал серебряным призёром чемпионата Румынии и играл в Лиге чемпионов. Сезон 2009/10 Михэицэ начал во второй команде «Стяуа», выступавшей в румынской Лиге II, однако уже в октябре был возвращён в первую. В начале 2010 года был близок к переходу в «Томь», однако трансфер не состоялся и сезон Михэицэ доиграл в «Стяуа». По окончании сезона мог оказаться в клубе французского чемпионата, однако подписал двухлетний контракт с нижегородской «Волгой». 14 марта 2011 года дебютировал за «Волгу» в Премьер-лиге в матче с «Томью». 2 апреля на 63-й минуте домашнего матча 3-го тура с московским «Динамо» Плешан открыл счёт, после чего «Волга» забила ещё два безответных мяча и победила 3:0.

### В сборной
Выступал за молодёжную сборную Румынии, в которой провёл 9 матчей и забил 1 гол. 16 ноября 2003 года дебютировал за национальную сборную Румынии в товарищеской игре с Италией, выйдя на 73-й минуте вместо Флавиуса Стойкана. 28 апреля 2004 года забил свой единственный матч за сборную в товарищеской игре со сборной Германии, которую румыны выиграли со счётом 5:1. Также сыграл три товарищеских матча со сборными Беларуси, Венгрии и Молдавии за вторую сборную Румынии.

## Достижения
- Серебряный призёр чемпионата Румынии: 2007/08
- Обладатель Суперкубка Румынии: 2005

## Матчи за сборную
| # | Дата           | Место                                  | Соперник   | Результат | Голы | Турнир                                  |
| - | -------------- | -------------------------------------- | ---------- | --------- | ---- | --------------------------------------- |
| 1 | 16 ноября 2003 | «Дель Конеро», Анкона, Италия          | Италия     | 0:1       | —    | Товарищеский матч                       |
| 2 | 28 апреля 2004 | «Валентин Стэнеску», Бухарест, Румыния | Германия   | 5:1       | 1    | Товарищеский матч                       |
| 3 | 27 мая 2004    | «Лэнсдаун Роуд», Дублин, Ирландия      | Ирландия   | 0:1       | —    | Товарищеский матч                       |
| 4 | 9 февраля 2005 | «GSZ», Ларнака, Кипр                   | Словакия   | 2:2       | —    | Товарищеский матч                       |
| 5 | 26 марта 2005  | «Валентин Стэнеску», Бухарест, Румыния | Нидерланды | 0:2       | —    | Отборочные матчи чемпионата мира 2006   |
| 6 | 8 июня 2005    | «Георге Хаджи», Констанца, Румыния     | Армения    | 3-0       | —    | Отборочные матчи чемпионата мира 2006   |
| 7 | 6 июня 2007    | «Дан Пэлтинишану», Тимишоара, Румыния  | Словения   | 2:0       | —    | Отборочные матчи чемпионата Европы 2008 |